# Frankfurter Allee
Frankfurter Allee är en 3,6 kilometer lång infartsgata i östra Berlin som bildar Karl-Marx-Allees förlängning österut, i riktning mot Frankfurt an der Oder. Gatan löper genom stadsdelarna Friedrichshain, Lichtenberg och Rummelsburg. Den utgör längs hela sin sträckning del av de federala landsvägarna Bundesstrasse 1 och Bundesstrasse 5 och följer därmed den gamla historiska sträckningen för Reichsstrasse 1.
Under gatan går tunnelbanelinjen U5.

## Historia

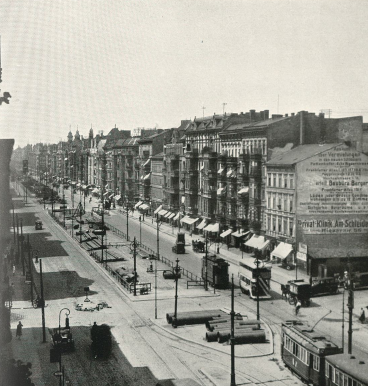
Frankfurter Allee, 1928.

Gatan fick sin sträckning 1708, då markgreve Albrekt Fredrik av Brandenburg-Schwedt lät anlägga den som härväg österut. Från 1824 till 1872 bar gatan officiellt namnet Frankfurter Chaussee, då den utgjorde landsvägens sträckning ut från Berlins medeltida stadskärna i riktning mot Frankfurt an der Oder. Avsnittet mellan stadsporten Frankfurter Tor i Berlins tullmur och Berlins dåvarande stadsgräns vid ringbanan gavs namnet Frankfurter Allee genom en kabinettsorder daterad 20  september 1872. År 1914 tillkom även det östra avsnittet genom Lichtenberg. Ytterligare delar av landsvägen längre österut kom senare istället att få namn efter de stadsdelar och tidigare byar den passerade igenom: Alt-Friedrichsfelde, Alt-Biesdorf, Alt-Kaulsdorf och Alt-Mahlsdorf. Utanför Berlins nuvarande stadsgräns, som också är gräns mot förbundslandet Brandenburg och kommunen Hoppegarten, kallas vägen Berliner Strasse.
Gatan låg under Berlins delning i den sovjetiska ockupationssektorn i Östberlin. Med anledning av Josef Stalins sjuttioårsdag fick Frankfurter Allee 1949 tillsammans med sin västra förlängning Grosser Frankfurter Strasse det gemensamma namnet Stalinallee. Som en del av avstaliniseringen av Östtyskland kom 1961 den västra delen av Stalinallee från Alexanderplatz till det nya mer östligt belägna torget Frankfurter Tor att åter byta namn, nu till Karl-Marx-Allee. Den östra delen från Frankfurter Tor till Alt-Friedrichsfelde återfick namnet Frankfurter Allee.
Under slaget om Berlin i april 1945 var gatan en av de huvudsakliga framryckningsvägarna för Röda armén in mot regeringskvarteren kring Wilhelmstrasse och Riksdagshuset. I samband med striderna och de allierade luftbombardemangen under krigets sista år förstördes många hus på båda sidor av gatan. Bland de byggnader som förstördes fanns förutom många hyreshus även bland andra H.F. Eckerts maskinfabrik på Frankfurter Allee 136–141, en av Mampes likörfabriker på Frankfurter Allee 268, ett stort varuhus vid korsningen med Möllendorffstrasse och stora delar av Berlin-Lichtenbergs järnvägsstation.
Genom många Trümmerfrauens arbete och användandet av ett järnvägsspår kunde ruinresterna kring gatan avlägsnas under åren fram till mitten av 50-talet. I luckorna i bebyggelsen uppfördes undan för undan nya bostäder, gathörn gjordes delvis om till små planteringar. Avsnittet mellan Frankfurter Tor och Proskauer Strasse/Niederbarnimstrasse återuppbyggdes under 1950-talet som del av den östtyska paradgatan Stalinallee.

## Byggnader

### Kulturskyddade byggnader
- Frankfurter Allee 1–27 och 2–26 utgör tillsammans G-blocket i Stalinallee, ritat av Hanns Hopp
- Frankfurter Allee 40: bostads- och butikshus från 1907, ritat av Hans Liepe och Oscar Garbe
- Frankfurter Allee 82–84: bostads- och butikshus från omkring 1905
- Frankfurter Allee 96, 151 och 286
- Frankfurter Allee 100: Tidigare vattenpump, idag på Jessnerstrasse 10
- Fischerbrunnen i korsningen med Möllendorffstrasse

### Andra kända byggnader
- Rathaus-Passage Friedrichshain (nummer 35–37), galleria uppförd 1995

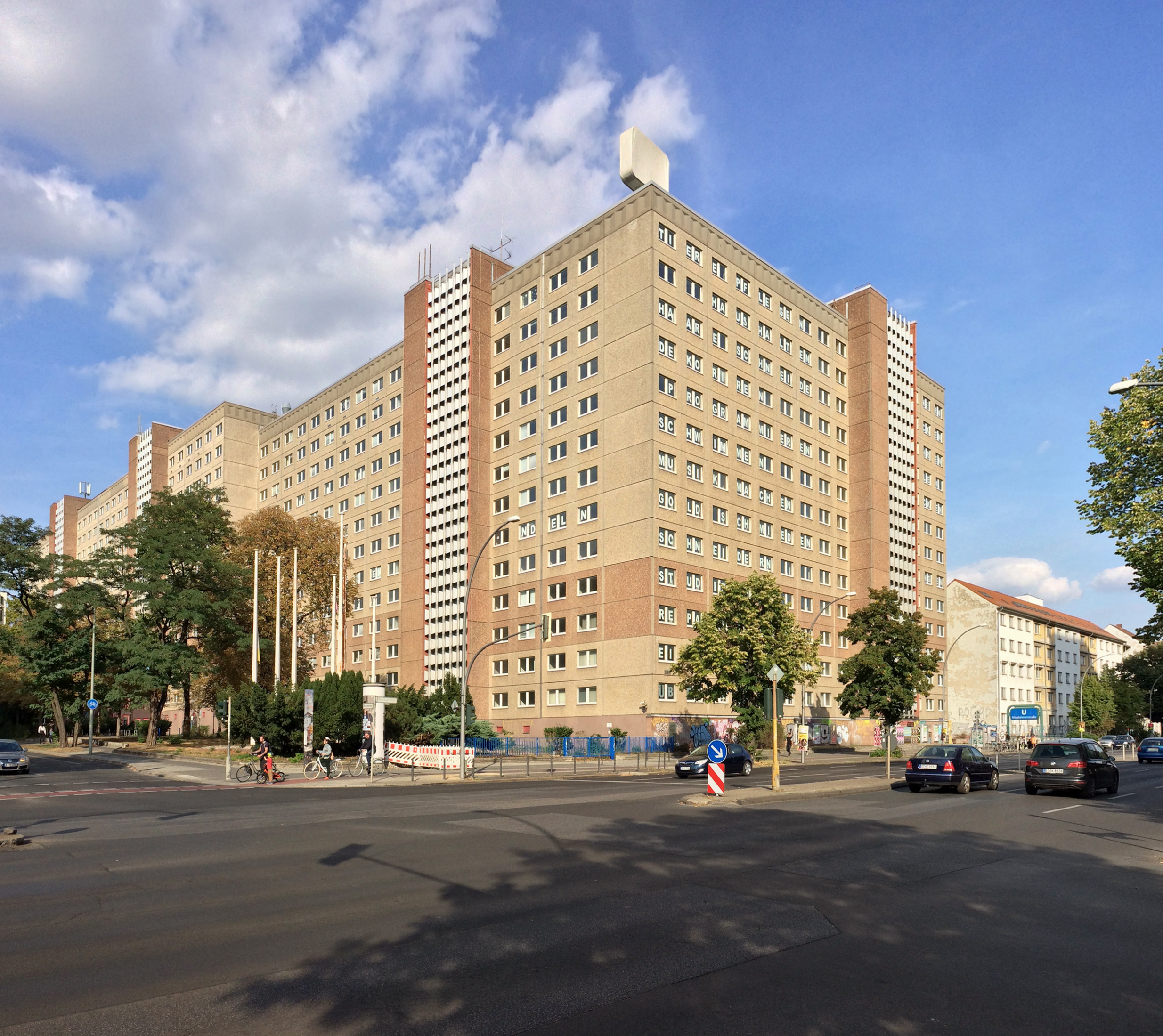
Det f.d. Stasi-högkvarteret.

- Det f.d. högkvarteret för Ministerium für Staatssicherheit (Stasi), med ministerns kontor ligger i kvarteret mellan Frankfurter Allee, Magdalenenstrasse, Normannenstrasse och Ruschestrasse.¨

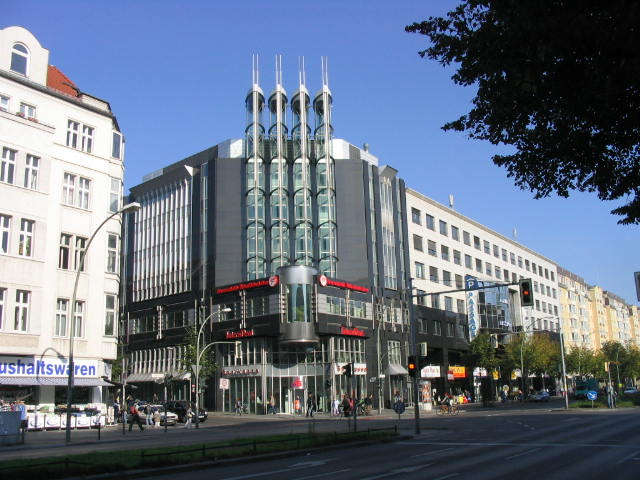
Kontorshuset Quasar, ritat av Shin Takamatsu.

- Kontorshuset Quasar vid korsningen med Voigtstrasse uppfördes 1991 till 1994 efter ritningar av den japanske arkitekten Shin Takamatsu. I anslutning ligger köpcentret Plaza, uppfört 1993 till 1995.
- Gallerian Ringcenter började uppföras i olika etapper från 1995 och har sitt namn från att den ligger på den tidigare platsen för Berlins ringbanas vagnhallar, direkt väster om järnvägsviadukten.
- På Frankfurter Allee 216 ligger en långsträckt kontorsbyggnad som färdigställdes på 1980-talet för olika avdelningar inom östtyska statsjärnvägens förvaltning. Bygget påbörjades redan på 1970-talet men länge stod enbart hisschakten klara på grund av markstabilitetsproblem. Byggnaden tillföll Deutsche Bahn efter återföreningen men kom att stå tom och köptes av fastighetsentreprenörerna Lutz Lakomski och Arndt Ulrich 2009. Sedan en större ombyggnad avslutats 2012 då fastigheten byggdes om till bostadshus med 438 enrumslägenheter är huset idag ett student- och singelbostadshus under namnet Q216.
- Längs gatan finns ett antal snubbelstenar som minnesmärke över lokala offer för nazismen.